# Fabio Van den Bossche
Fabio Van den Bossche, född, 21 september 2000 i Gent, är en belgisk tävlingscyklist.

## Karriär
Fabio Van den Bossche har tagit tre brons vid VM. Två i poänglopp och ett i madison. Vid OS 2024 tog han brons i omnium.